# Park Jin (Joseon)
Park Jin (* 25. August 1560; † März 1597) war ein koreanischer Politiker und Militär.

## Leben

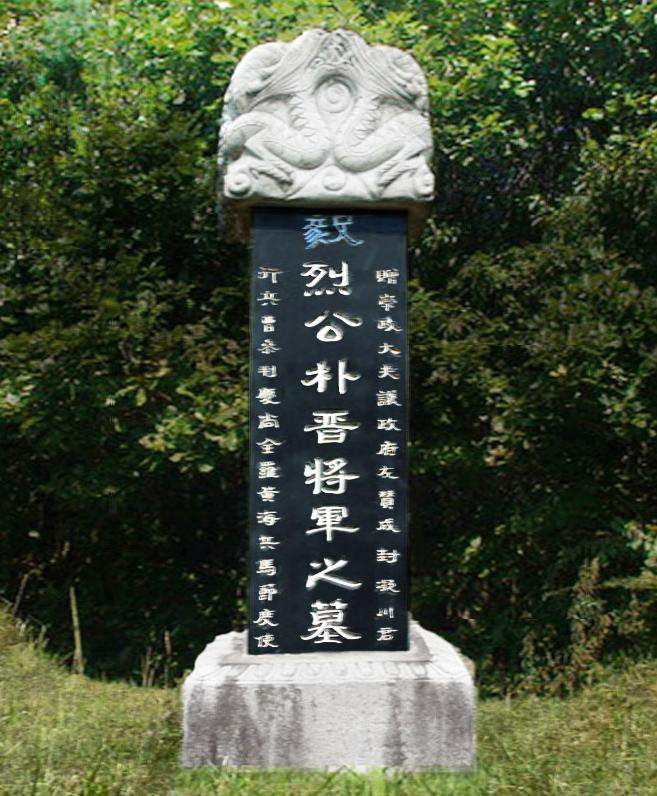
Grab des Generals

Er war Admiral und neokonfuzianischer Philosoph der Joseon-Dynastie. Zudem war er einer der koreanischen Generäle im Imjin-Krieg.